# Donna Leon
Donna Leon (pronunție în engleză [ˈdɒnə ˈliːɒn]), născută la 28 septembrie 1942, la Montclair, New Jersey, este o scriitoare americană care trăiește în Elveția.

## Biografie
Donna Leon s-a născut din părinți catolici apropiați de Partidul Democrat. Bunicii ei din partea tatălui erau de origine spaniolă, iar cei din partea mamei de origine irlandeză, respectiv germană. A crescut la Bloomfield, New Jersey⁠(d), într-o familie pe care a calificat-o drept foarte fericită. Părinții ei au pus un accent deosebit pe educația fiicei lor.
A făcut studii superioare de litere și a fost o vreme profesoară în Iran, lucrând în același timp la teza ei de doctorat despre Jane Austen. Din cauza revoluției islamice din 1978-1979 de acolo a trebuit să părăsească țara în grabă, plecând cu un autobus sub amenințarea unor oameni înarmați. S-a întors în S.U.A. și când i-au ajuns bagajele cu câteva luni mai târziu, notele ei erau pierdute. A lucrat o vreme la New York, în publicitate, și-a terminat teza de doctorat și a susținut-o.
Când a vizitat Italia pentru prima oară, țara i-a plăcut foarte mult. A lucrat la Roma ca ghid de turism, apoi a locuit la Veneția ca lectoră din partea Universității din Maryland⁠(d), în anii 1981-1990 predând engleza la baza militară americană din Vicenza.
Trăind la Veneția, Donna Leon a început să scrie romane care au drept cadru acest oraș. Din 2015 locuiește mai puțin timp aici, din cauza afluxului de turiști pe care îl găsește prea mare, și mai mult în Elveția, unde are o reședință la Zürich și una la Val Müstair, un mic sat din munți. În 2020 a primit cetățenia elvețiană.
Despre viața particulară a Donnei Leon se știe că este necăsătorită și că are ca pasiune opera barocă. Este mecena al ansamblului Il Pomo d'Oro⁠(d), participând și la repetițiile și înregistrările sale, precum și cu lecturi la spectacole ale sale.

## Carieră
Donna Leon a scris primul său roman, Death at La Fenice (Moarte în La Fenice), în urma unei conversații cu o cântăreață celebră, la Teatrul La Fenice. Vorbeau despre un dirijor tot celebru, pe care amândouă îl detestau, și despre plăcerea pe care ar avea-o de a-l vedea omorât. Mai mult în glumă, Donna Leon a scris romanul ca un scenariu plauzibil al omorului, dar a uitat de el o vreme, însă la sfatul unui prieten l-a trimis până la urmă juriului premiului Suntory din Japonia, care este acordat în mai multe domenii, printre care romanul polițist. Spre surprinderea ei, Donna Leon a câștigat acest premiu pe anul 1991, după care editura HarperCollins a publicat romanul în 1992 și i-a propus un contract pentru alte două cărți. Romanul a devenit primul dintr-o serie de romane cu aceleași personaje principale, publicate cel puțin câte unul pe an. În 2023, numărul lor a ajuns la 32.

### Seria Anchetelor comisarului Brunetti
Câteva personaje apar în aproape toate romanele din serie. Comisarul de poliție Guido Brunetti, care conduce anchetele în cazuri de omor, este un polițist competent, perseverent și cinstit. În același timp este un om cult, pasionat de autori din antichitate, deși provine dintr-un mediu social modest. Este deseori în conflict cu șeful său, vice-chestorul Giuseppe Patta, incompetent, carierist, care se interesează mai mult de cultivarea relațiilor cu personaje suspuse decât de activitatea poliției, dar care nu se poate lipsi de Brunetti. Apropiați de acesta în poliție sunt subordonatul și colaboratorul lui direct, sergentul, mai târziu inspectorul Lorenzo Vianello, și secretara vice-chestorului, domnișoara Elettra Zorzi, foarte pricepută în căutarea cu ajutorul calculatorului a unor informații necesare anchetelor lui Brunetti, chiar dacă nu totdeauna în mod legal.
În fiecare roman, pe lângă cazul criminalistic sunt prezente și fapte scandaloase provocate de corupția, de ambițiile dăunătoare, de cupiditatea, de lipsa de scrupule ale unor politicieni, oameni de afaceri sau avocați bogați. Aceste fapte privesc degradarea mediului natural, traficul de persoane și prostituția, traficul de droguri, fraudele din domeniul imobiliar, evaziunea fiscală etc. Brunetti are de înfruntat uneori cazuri complexe și ambigue din punct de vedere moral, întâlnind piedici în calea acțiunilor sale chiar și din partea vice-chestorului, când sunt implicate persoane importante pentru acesta.
Moralul lui Brunetti este uneori scăzut din cauza realităților pe care le înfruntă, dar îi este din nou ridicat de viața familială fericită pe care o are, în primul rând de relația de iubire cu soția lui, Paola. Aceasta provine dintr-o familie bogată din aristocrația venețiană, dar nu are complexe de superioritate. Este pasionată de literatura de limbă engleză, pe care o predă la universitate. În plus este pricepută în bucătăria italiană, pe care Brunetti o apreciază mult, la fel ca vinurile bune. Au doi copii, Chiara și Raffaello, pe care îi cresc frumos. Evoluția lor de la copii la adolescenți, apoi la adulți tineri apare în succesiunea romanelor din serie.

### Alte opere
Donna Leon mai are și alte câteva cărți în afara Anchetelor comisarului Brunetti:
- în colaborare cu Roberta Pianaro, A Taste of Venice: At Table with Brunetti (literal „Gustul Veneției: la masă cu Brunetti”), carte de bucate cu rețete ale mâncărurilor care apar în romane[18];
- The Jewels of Paradise (lit. „Giuvaerurile raiului”), roman[19];
- My Venice and Other Essays (lit. „Veneția mea și alte eseuri)”[20];
- Wandering through Life (lit. „Călătorind prin viață”), memorii[21].

### Recepția operei
Romanele din seria Brunetti sunt foarte populare. După părerea criticului literar Peter Green de la The New Republic⁠(d) este gustată de un public larg, inclusiv de către cititori instruiți, având curiozitate intelectuală, care înțeleg aluziile culturale și umorul subtil al scriitoarei, interesându-se cu umanism de problemele ecologice, politice și sociale ale lumii moderne.
Mai multe sau mai puține dintre romanele seriei sunt traduse în circa 20 de limbi, inclusiv româna. Deși acțiunea lor se petrece la Veneția, Donna Leon refuză să fie traduse în limba italiană. Scriitoarea motivează aceasta prin profundele decalaje dintre cultura (în sens larg) în care a crescut și cea a Italiei, decalaje care ar face să fie prost înțeleasă. Într-un interviu afirmă: „Îi iubesc mult pe italieni, dar nu-mi fac nicio iluzie despre simțul lor moral. Din acest punct de vedere sunt foarte anglo-saxonă! Mai ales jurnaliștii își fac treaba de mântuială. Sunt convinsă că aș avea parte numai de critici negative”. Într-adevăr, unii critici, mai ales italieni, consideră că scriitoarea abuzează de stereotipurile despre Italia. De exemplu criticul Ranieri Polese de la Corriere della Sera a scris despre ea: „Există riscul de a cădea în stereotipuri și Leon, în ciuda caracterului simpatic al comisarului Brunetti al ei, nu scapă de ele. Nu degeaba nu vrea ca romanele să-i fie traduse în italiană”.
Donna Leon este deosebit de populară în țările de limbă germană. Grupul de radiodifuziune ARD din Germania a ecranizat 26 de romane din serie, între anii 2000 și 2019, cu titlul Donna Leon. Actorii și echipa de filmare sunt germani, dar exterioarele sunt filmate la Veneția.

#### Premii
- 1999 – Palle-Rosenkrantz⁠(d) (Danemarca), pentru Death in a Strange Country (Moarte într-o țară străină, Polirom, 2007, ISBN 978-973-46-0651-1)[25];
- 2000 – Silver Dagger⁠(d) (Marea Britanie), pentru Friends in High Places (lit. „Prieteni suspuși”)[26];
- 2018 – Gold Dagger⁠(d), pentru Unto Us a Son Is Given (lit. „Ne este dat un fiu”)[26].